# شقبان تنيمباري
شقبان تنيمباري (الاسم العلمي: Megapodius tenimberensis) (بالإنجليزية: Tanimbar Megapode)‏ هو نوع من الطيور يتبع جنس الشقبان من فصيلة الشقبانية.